# Big Swole
Aerial Hull es una luchadora profesional estadounidense, más conocida bajo el nombre de Big Swole. Es conocida por su tiempo en All Elite Wrestling (AEW), además de participar en el torneo Mae Young Classic de WWE y anteriormente estuvo en Rise Wrestling, Shine Wrestling y en otras empresas independientes.

## Primeros años
Hull nació en Clearwater, Florida. Fue a Clearwater High School y sirvió en la Fuerza Aérea de los Estados Unidos como mecánica de camiones de bomberos. Luego comenzó su entrenamiento de lucha libre profesional en Carolina del Sur con George South.

## Carrera en la lucha libre profesional

### Circuito independiente (2015-presente)
Hull hizo su debut en la lucha profesional en 2015. El 10 de agosto de 2019, Hull derrotó a Zoe Lucas para convertirse en la Campeona de Phoenix of RISE.

### WWE (2017, 2018)
Apareció en Raw en agosto de 2016 como Aerial Monroe, durante el cual compitió contra Nia Jax siendo derrotada. Luego compitió en el torneo Mae Young Classic 2018, donde fue derrotada por Zeuxis en la primera ronda.

### All Elite Wrestling (2019-2021)
El 31 de agosto de 2019, Swole hizo una aparición especial en el evento de All Out de All Elite Wrestling en el pre-show en el Women's Casino Battle Royale por una oportunidad por el Campeonato Mundial Femenino de AEW donde fue eliminada y ganada por Nyla Rose. En diciembre de 2019, AEW anunció que Big Swole firmó con la empresa. Después de hacer múltiples apariciones en AEW Dark, Swole hizo su debut en Dynamite el 11 de diciembre, durante el cual obtuvo una victoria sobre Emi Sakura.
En junio de 2020, Big Swole comenzó una rivalidad con Britt Baker, lo que la llevó a secuestrar a Baker y arrojarla a un cubo de basura durante un episodio de Dynamite;  fue suspendida en julio por este acto. El 3 de agosto de 2020, Big Swole hace su primera participación en la empresa All Elite Wrestling (AEW) en el torneo de Women's Tag Team Cup Tournament: The Deadly Draw haciendo equipo con Lil' Swole derrotando a Leva Bates y Rache Chanel  en la primera ronda. El 17 de agosto, los Swoles fueron eliminadas por Allie y Brandi Rhodes en las semifinales del torneo, debido a la distracción de Dr. Britt Baker D.M.D. El 30 de noviembre de 2021, Swole anunció su salida de AEW, que luego atribuyó a déficits en estructura y diversidad.

## Vida personal
Hull se casó con el luchador profesional de WWE Cedric Johnson, más conocido como Cedric Alexander, en junio de 2018. Tuvieron una hija llamada Adessah.
Hull sufre de la Enfermedad de Crohn.

## Campeonatos y logros
- RISE Wrestling
  - Phoenix of RISE Championship (1 vez, actual)[4]

- Shine Wrestling
  - Shine Tag Team Championship (1 vez) – con Aja Perera[15]

- Pro Wrestling Illustrated
  - Situada en el Nº39 en el PWI Female 100 en 2020.